# Новожилов, Николай Михайлович
Николай Михайлович Новожилов (февраль 1916 — январь 2001) — советский инженер и учёный-металлург, лауреат Ленинской премии.

## Биография
С 1930 года работал на разных предприятиях. В 1941 году окончил Московский институт стали. В 1941—1944 инженер на заводах Урала. В 1944—1945 служил в РККА, участник Великой Отечественной войны.
В 1945—1950 работал в Таганроге на заводе «Красный котельщик» и преподавал в машиностроительном техникуме.
С 1950 года на научной и конструкторской работе в ЦНИИ технологии машиностроения (ЦНИИТМАШ).
В 1950—1952 гг. вместе с К. В. Любавским разработал новый способ сварки — дуговая сварка в углекислом газе.
Умер в 2001 г.

## Награды и звания
Кандидат технических наук (1953). Старший научный сотрудник (1956). Доктор технических наук (1967). Профессор.
Ленинская премия 1963 года — за участие в разработке и внедрении в промышленность нового процесса автоматической сварки.